# Île Aagaard
Pour les articles homonymes, voir Aagaard.
L'île Aagaard (en russe : Остров Огорд) est une petite île de la terre François-Joseph, en Russie. Elle est située à 7 km de la côte sud de l'île McClintock. Elle atteint 2 km dans sa plus grande longueur pour une superficie de 3 km2. L'île est totalement plate, dépourvue de glacier, recouverte de roches et de dépôts morainiques. La végétation est très rare. Quelques couples de labbes y nichent avec d'autres espèces.
L'île apparait pour la première fois (non nommée) sur la carte de 1880 établie par Benjamin Leigh Smith. Elle est baptisée plus tard par Evelyn Baldwin de l'expédition Wellman (1898-1899) soit du nom du marchand norvégien Andreas Zacharias Aagaard (1847-1925), consul d'Autriche à Tromsø en 1879, soit du nom de l'explorateur polaire norvégien Bjarne Aagaard (1873-1956).